# Gregorio Manzano
Gregorio Manzano Ballesteros (Bailén, 11 marzo 1956) è un allenatore di calcio spagnolo.

## Carriera
A differenza di molti altri allenatori, Manzano non ha mai giocato a calcio. Prima di diventare allenatore infatti lavorava come psicologo e come insegnante di lingue.
Nel 1996, a 40 anni, fu ingaggiato dal Talavaera C.F. club di Segunda Division B categoria che mantiene per due stagioni prima di passare al Toledo, in Segunda División.
Terminò il campionato al settimo posto, vincendo 18 partite, pareggiandone 11 e perdendone 13.
Le buone prestazione dell'annata lo fecero approdare in un nuovo club nella stagione seguente dove esordì in Primera División nella stagione successiva, sulla panchina del Valladolid.
Il Valladolid arrivò ottavo e Manzano fu ingaggiato dal Racing Santander club per con il quale retrocesse.
Nella stagione successiva passo al Rayo Vallecano dove arrivò la salvezza e poi al Maiorca, con cui vinse la Coppa del Re, la prima della storia del club delle Isole Baleari ed anche il primo suo trofeo in carriera. Da segnalare il giovane allora attaccante Samuel Eto'o che segnò una doppietta nella finale vinta per 3-0 contro il Recreativo de Huelva.
Nella stagione 2003-2004 allenò l'Atlético Madrid, che arrivò al settimo posto in campionato. Dopo una stagione al Málaga tornò a Maiorca, dove rimase per altre cinque stagioni. Concluse il campionato 2009-2010 al quinto posto ma a causa dei gravi problemi economici della sua squadra, che non poteva più pagargli lo stipendio, Manzano fu costretto a lasciare il club.
All'inizio della stagione 2010-2011 ha sostituito Antonio Álvarez Giráldez sulla panchina del Siviglia portando la squadra sivigliana in zona UEFA.
Dopo la fine del campionato, in cui la squadra andalusa ha raggiunto il quinto posto, Manzano è tornato all'Atlético Madrid.. Il 22 dicembre del 2011 viene esonerato dalla squadra madrilena.
Il 5 febbraio 2013 ritorna per la terza volta al Maiorca nel tentativo di salvare il club situato nelle zone basse della classifica, e, nonostante sia in lotta fino all'ultima giornata, non riuscirà nell'intento, decidendo di non rinnovare per la stagione seguente.

## Statistiche

### Statistiche da allenatore

#### Club
Statistiche aggiornate al 17 aprile 2025.
| Stagione                | Squadra                 | Campionato              | Campionato | Campionato | Campionato | Campionato | Coppe nazionali | Coppe nazionali | Coppe nazionali | Coppe nazionali | Coppe nazionali | Coppe continentali | Coppe continentali | Coppe continentali | Coppe continentali | Coppe continentali | Altre coppe | Altre coppe | Altre coppe | Altre coppe | Altre coppe | Totale | Totale | Totale | Totale | % Vittorie | Piazzamento      |
| Stagione                | Squadra                 | Comp                    | G          | V          | N          | P          | Comp            | G               | V               | N               | P               | Comp               | G                  | V                  | N                  | P                  | Comp        | G           | V           | N           | P           | G      | V      | N      | P      | %          | Piazzamento      |
| ----------------------- | ----------------------- | ----------------------- | ---------- | ---------- | ---------- | ---------- | --------------- | --------------- | --------------- | --------------- | --------------- | ------------------ | ------------------ | ------------------ | ------------------ | ------------------ | ----------- | ----------- | ----------- | ----------- | ----------- | ------ | ------ | ------ | ------ | ---------- | ---------------- |
| 1987-1988               | Iliturgi                | TD                      | 42         | 11         | 7          | 24         | -               | -               | -               | -               | -               | -                  | -                  | -                  | -                  | -                  | -           | -           | -           | -           | -           | 42     | 11     | 7      | 24     | 26,19      | 21° (retr.)      |
| 1989-1990               | Úbeda                   | TD                      | 38         | 12         | 11         | 15         | -               | -               | -               | -               | -               | -                  | -                  | -                  | -                  | -                  | -           | -           | -           | -           | -           | 38     | 12     | 11     | 15     | 31,58      | 12°              |
| 1990-1991               | Real Jaén               | TD                      | 38+6       | 21+5       | 7+1        | 10+0       | CR              | 2               | 1               | 0               | 1               | -                  | -                  | -                  | -                  | -                  | -           | -           | -           | -           | -           | 46     | 27     | 8      | 11     | 58,70      | 4° (prom.)       |
| 1991-1992               | Martos                  | TD                      | 36         | 14         | 11         | 11         | -               | -               | -               | -               | -               | -                  | -                  | -                  | -                  | -                  | -           | -           | -           | -           | -           | 36     | 14     | 11     | 11     | 38,89      | 7°               |
| 1992-1993               | Martos                  | TD                      | 38         | 15         | 8          | 15         | -               | -               | -               | -               | -               | -                  | -                  | -                  | -                  | -                  | -           | -           | -           | -           | -           | 38     | 15     | 8      | 15     | 39,47      | 9°               |
| Totale Martos           | Totale Martos           | Totale Martos           | 74         | 29         | 19         | 26         |                 |                 |                 |                 |                 |                    |                    |                    |                    |                    |             |             |             |             |             | 74     | 29     | 19     | 26     | 39,19      |                  |
| 1996-1997               | Talavera                | SDB                     | 38+6       | 19+2       | 10+2       | 9+2        | CR              | 4               | 1               | 1               | 2               | -                  | -                  | -                  | -                  | -                  | -           | -           | -           | -           | -           | 48     | 22     | 13     | 13     | 45,83      | 2°               |
| 1997-1998               | Talavera                | SDB                     | 38+6       | 21+2       | 8+3        | 9+1        | CR              | 2               | 0               | 1               | 1               | -                  | -                  | -                  | -                  | -                  | -           | -           | -           | -           | -           | 46     | 23     | 12     | 11     | 50,00      | 4°               |
| Totale Talavera         | Totale Talavera         | Totale Talavera         | 88         | 44         | 23         | 21         |                 | 6               | 1               | 2               | 3               |                    |                    |                    |                    |                    |             |             |             |             |             | 94     | 45     | 25     | 24     | 47,87      |                  |
| 1998-1999               | Toledo                  | SD                      | 42         | 18         | 11         | 13         | CR              | 2               | 0               | 1               | 1               | -                  | -                  | -                  | -                  | -                  | -           | -           | -           | -           | -           | 44     | 18     | 12     | 14     | 40,91      | 7°               |
| 1999-2000               | Real Valladolid         | PD                      | 38         | 14         | 11         | 13         | CR              | 2               | 0               | 1               | 1               | -                  | -                  | -                  | -                  | -                  | -           | -           | -           | -           | -           | 40     | 14     | 12     | 14     | 35,00      | 8°               |
| dic. 2000-mar. 2001     | Racing Santander        | PD                      | 14         | 4          | 1          | 9          | CR              | 6               | 3               | 2               | 1               | -                  | -                  | -                  | -                  | -                  | -           | -           | -           | -           | -           | 20     | 7      | 3      | 10     | 35,00      | Sub. eson.       |
| ott. 2001-2002          | Rayo Vallecano          | PD                      | 33         | 13         | 9          | 11         | CR              | 6               | 4               | 1               | 1               | -                  | -                  | -                  | -                  | -                  | -           | -           | -           | -           | -           | 39     | 17     | 10     | 12     | 43,59      | Sub. 11°         |
| 2002-2003               | Maiorca                 | PD                      | 38         | 14         | 10         | 14         | CR              | 9               | 5               | 4               | 0               | -                  | -                  | -                  | -                  | -                  | -           | -           | -           | -           | -           | 47     | 19     | 14     | 14     | 40,43      | 9°               |
| 2003-2004               | Atlético Madrid         | PD                      | 38         | 15         | 8          | 15         | CR              | 6               | 2               | 2               | 2               | -                  | -                  | -                  | -                  | -                  | -           | -           | -           | -           | -           | 44     | 17     | 10     | 17     | 38,64      | 7°               |
| 2004-gen. 2005          | Malaga                  | PD                      | 18         | 4          | 3          | 11         | CR              | 2               | 1               | 0               | 1               | -                  | -                  | -                  | -                  | -                  | -           | -           | -           | -           | -           | 20     | 5      | 3      | 12     | 25,00      | Eson.            |
| gen.-giu. 2006          | Maiorca                 | PD                      | 15         | 6          | 6          | 3          | CR              | -               | -               | -               | -               | -                  | -                  | -                  | -                  | -                  | -           | -           | -           | -           | -           | 15     | 6      | 6      | 3      | 40,00      | Sub. 13°         |
| 2006-2007               | Maiorca                 | PD                      | 38         | 14         | 7          | 17         | CR              | 4               | 1               | 2               | 1               | -                  | -                  | -                  | -                  | -                  | -           | -           | -           | -           | -           | 42     | 15     | 9      | 18     | 35,71      | 12°              |
| 2007-2008               | Maiorca                 | PD                      | 38         | 15         | 14         | 9          | CR              | 6               | 4               | 0               | 2               | -                  | -                  | -                  | -                  | -                  | -           | -           | -           | -           | -           | 44     | 19     | 14     | 11     | 43,18      | 7°               |
| 2008-2009               | Maiorca                 | PD                      | 38         | 14         | 9          | 15         | CR              | 8               | 3               | 4               | 1               | -                  | -                  | -                  | -                  | -                  | -           | -           | -           | -           | -           | 46     | 17     | 13     | 16     | 36,96      | 9°               |
| 2009-2010               | Maiorca                 | PD                      | 38         | 18         | 8          | 12         | CR              | 6               | 3               | 0               | 3               | -                  | -                  | -                  | -                  | -                  | -           | -           | -           | -           | -           | 46     | 17     | 13     | 16     | 36,96      | 9°               |
| set. 2010-2011          | Siviglia                | PD                      | 33         | 15         | 5          | 13         | CR              | 8               | 5               | 1               | 2               | UEL                | 7                  | 4                  | 1                  | 2                  | -           | -           | -           | -           | -           | 48     | 24     | 7      | 17     | 50,00      | Sub. 5°          |
| ago.-dic. 2011          | Atlético Madrid         | PD                      | 16         | 5          | 4          | 7          | CR              | 2               | 0               | 0               | 2               | UEL                | 10                 | 8                  | 1                  | 1                  | -           | -           | -           | -           | -           | 28     | 13     | 5      | 10     | 46,43      | Eson.            |
| Totale Atlético Madrid  | Totale Atlético Madrid  | Totale Atlético Madrid  | 54         | 20         | 12         | 22         |                 | 8               | 2               | 2               | 4               |                    | 10                 | 8                  | 1                  | 1                  |             |             |             |             |             | 72     | 30     | 15     | 27     | 41,67      |                  |
| feb.-giu. 2013          | Maiorca                 | PD                      | 16         | 5          | 4          | 7          | CR              | -               | -               | -               | -               | -                  | -                  | -                  | -                  | -                  | -           | -           | -           | -           | -           | 16     | 5      | 4      | 7      | 31,25      | Sub. 18° (retr.) |
| Totale Maiorca          | Totale Maiorca          | Totale Maiorca          | 221        | 86         | 58         | 77         |                 | 33              | 16              | 10              | 7               |                    |                    |                    |                    |                    |             |             |             |             |             | 254    | 102    | 68     | 84     | 40,16      |                  |
| 2014                    | Beijing Guoan           | CSL                     | 30         | 21         | 4          | 5          | CC              | 3               | 2               | 1               | 0               | ACL                | 7                  | 2                  | 3                  | 2                  | -           | -           | -           | -           | -           | 40     | 25     | 8      | 7      | 62,50      | 2°               |
| 2015                    | Beijing Guoan           | CSL                     | 30         | 16         | 8          | 6          | CC              | 2               | 1               | 0               | 1               | ACL                | 9                  | 4                  | 3                  | 2                  | -           | -           | -           | -           | -           | 41     | 21     | 11     | 9      | 51,22      | 4°               |
| Totale Beijing Guoan    | Totale Beijing Guoan    | Totale Beijing Guoan    | 60         | 37         | 12         | 11         |                 | 5               | 3               | 1               | 1               |                    | 16                 | 6                  | 6                  | 4                  |             |             |             |             |             | 81     | 46     | 19     | 16     | 56,79      |                  |
| 2016                    | Shanghai Shenhua        | CSL                     | 30         | 12         | 12         | 6          | CC              | 6               | 4               | 0               | 2               | -                  | -                  | -                  | -                  | -                  | -           | -           | -           | -           | -           | 36     | 16     | 12     | 8      | 44,44      | 4°               |
| 2017                    | Guizhou Zhicheng        | CSL                     | 22         | 11         | 3          | 8          | CC              | -               | -               | -               | -               | -                  | -                  | -                  | -                  | -                  | -           | -           | -           | -           | -           | 22     | 11     | 3      | 8      | 50,00      | Sub. 8°          |
| 2018                    | Guizhou Zhicheng        | CSL                     | 11         | 1          | 1          | 9          | CC              | 2               | 1               | 1               | 0               | -                  | -                  | -                  | -                  | -                  | -           | -           | -           | -           | -           | 13     | 2      | 2      | 9      | 15,38      | Eson.            |
| Totale Guizhou Zhicheng | Totale Guizhou Zhicheng | Totale Guizhou Zhicheng | 33         | 12         | 4          | 17         |                 | 2               | 1               | 1               | 0               |                    |                    |                    |                    |                    |             |             |             |             |             | 35     | 13     | 5      | 17     | 37,14      |                  |
| Totale carriera         | Totale carriera         | Totale carriera         | 862        | 357        | 206        | 299        |                 | 88              | 41              | 22              | 25              |                    | 33                 | 18                 | 8                  | 7                  |             |             |             |             |             | 983    | 416    | 236    | 331    | 42,32      |                  |

## Palmarès
- Coppa di Spagna: 1

Maiorca: 2002-03